# 哈威亞山
哈威亞山（英語：Mount Hawea），是南極洲的山峰，位於沙克爾頓海岸，處於馬卡姆山以東7公里，屬於弗里蓋特山脈的一部分，海拔高度3,080米，由新西蘭探險隊命名，現時由南極條約體系管理。